# Radalj
Radalj (Servisch cyrillisch Радаљ) is een plaats in de Servische gemeente Mali Zvornik. De plaats telt 2497 inwoners (2002).